# Erwin (prénom)
Pour les articles homonymes, voir Erwin.
Erwin est un prénom masculin d'origine germanique. Sa variante Ervin est utilisée notamment en hongrois.

## Étymologie
Il s'agit d'un anthroponyme germanique composé de deux éléments :
- Le premier Er- peut représenter diverses racines proto-germaniques : ARI > ancien germanique *aria- « noble » ou JOR > vieux haut allemand ebur « sanglier » ou encore EIR > vieux saxon êra « miséricorde, don, honneur, respect »; anglo-saxon âr  « bénéfice, protection, honneur » (vieil anglais ār); moyen bas allemand ēre, êre « honneur, mariage »; vieux haut allemand êra, ēra « gloire, honneur, vénération, prestige, dignité, générosité » (> allemand Ehre « honneur »)[réf. souhaitée].
- Le second élément -win représente le germanique WIN > vieux haut allemand wini « ami »; vieil anglais wini, wine « ami » (cf. islandais vinur, norvégien venn « ami »)[réf. à confirmer][1].
- Variantes : Earwin, Ervin (hongrois), Ervin (scandinave), Irwin (allemand), Irwin (anglais < vieil anglais Eoforwine)[réf. souhaitée].

## Fête
Le prénom Erwin est fêté le 19 mai comme les prénoms Erwan et Yves.

## Variantes linguistiques
- en anglais : Irwin
- en allemand : Erwin
- en néerlandais : Erwin
- en hongrois : Ervin
- en polonais : Erwin

## Personnalités
Pour les articles sur les personnes portant ce prénom, consulter les listes générées automatiquement pour Ervin, Erwin ou Irwin.